# Max Weber (Zwitserland)
Max Weber (Zürich, 2 augustus 1897 – Bern, 2 december 1974) was een Zwitsers politicus.
Weber studeerde economie en verwierf in 1919 de doctorstitel. Weber maakte daarna reizen naar Frankrijk, Groot-Brittannië en de Verenigde Staten. Terug in Zwitserland werd hij sterk beïnvloed door het religieus-socialisme van Leonhard Ragaz en werd hij actief binnen de Sociaaldemocratische Partij (SP). Om gewetensbezwaren weigerde Weber zijn militaire dienstplicht te vervullen en werd hij voor de duur van één week opgesloten en uit het leger gezet.
In 1922 werd Weber journalist voor de Volkstimme (sociaaldemocratische krant) in Sankt Gallen en in 1926 werd hij medewerker op het secretariaat van de Zwitserse Vakbondsunie. Hij bekritiseerde de bezuinigingspolitiek van de regering. Tijdens de crisisjaren (1929–1939) was hij voorstander van een Keynesiaanse aanpak van de economie. In 1940 werd Weber voorzitter van de Houthakkersbond en in 1944 directeur van de Zwitserse Unie van Coöperaties.
Van 1939 tot 1951 was Weber lid van de Nationale Raad (federaal parlement).
Weber werd op 31 december 1951 in de Bondsraad gekozen. Hij bleef in de Bondsraad tot 31 januari 1954. Tijdens zijn ambtsperiode beheerde hij het Departement van Financiën en Douane.
Na zijn aftreden was Weber opnieuw lid van de Nationale Raad (1955–1971) en was hij hoogleraar aan de universiteiten van Bern en Bazel. Daarnaast publiceerde hij economische artikelen in socialistische kranten.